# Ontologia

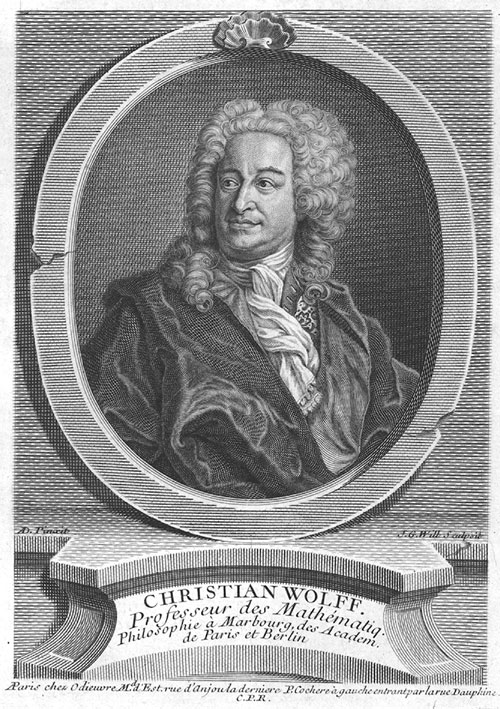
Christian Wolff spopularyzował termin „ontologia”.

Ontologia – dział filozofii dotyczący bytu; zajmuje się strukturą rzeczywistości oraz pojęciami istoty, istnienia, jego sposobów, przedmiotu i jego własności, przyczynowości, czasu, przestrzeni oraz możliwości i konieczności; w analizie ostatnich dwóch pojęć korzysta z logik modalnych. Ontologię czasem utożsamia się z metafizyką, jednak niektórzy rozdzielają te dyscypliny; przykładowo robi to tradycja fenomenologiczna.

## Pojęcie

### Etymologia
Etymologicznie słowo wywodzi się z języka greckiego. Onto oznacza „to, co jest”, „cokolwiek”, a więc „ontologia” może oznaczać „naukę o wszystkim, co jest”.
Termin „ontologia” pojawił się w literaturze filozoficznej w XVII wieku. Po raz pierwszy słowo ontologia pojawia się w tytule dzieła Jakoba Lorharda pt. Ogdoas Scholastica. Potem tego słowa użył Rudolf Goclenius w słowniku filozoficznym zatytułowanym: Lexicon philosophicum, quo tamquam clave philosophiae fores aperiuntur (Frankfurt, 1613). Termin ontologia nie wystąpił tam jako odrębne hasło, lecz jako greckojęzyczna glosa do hasła abstrakcja. Po raz pierwszy w pełnej formie słowa „ontologia” użył w swoim słowniku filozoficznym pomorski teolog Johannes Micraelius. Później używał go w swych pismach niemiecki teolog i filozof Johannes Clauberg, a spopularyzował je Christian Wolff w swym podziale filozofii na ontologię, kosmologię i psychologię (Philosophia prima sive Ontologia...).

### Ontologiczny a ontyczny
Od terminu ontologia tworzy się predykat ontologiczny. Może on oznaczać "odnoszący się do ontologii". W niektórych koncepcjach filozoficznych jest on jednak używany jako predykat rozróżniający pojęcia, zagadnienia, perspektywy. W ten sposób odróżnia się zagadnienia odnoszące się do bytu od np. zagadnień epistemologicznych (poznawczych), logicznych (myślowych), czy fenomenalnych (tak np. u Ernesta Renana)
. Immanuel Kant rozróżnił ontologiczny dowód na istnienie Boga (dowód oparty na analizie istoty Boga) od dowodu kosmologicznego (odnoszącego się do świata).  
Martin Heidegger wprowadził w Byciu i czasie rozróżnienie ontologicznego i ontycznego. Ontyczne jest u niego to, co odnosi się do właściwości danego bytu, natomiast ontologiczne do sposobu w jaki określony byt posiada dane właściwości. Rozróżnienie ontyczne/ontologiczne zostało przejęte następnie także przez filozofów spoza tradycji heideggerowskiej. W tym ujęciu ontologiczny odnosi się do teorii bytu, a ontyczny do przedmiotu tej teorii.

## Ontologia antyczna
Choć termin „ontologia” pojawił się dopiero w erze nowożytnej, już starożytni Grecy snuli rozważania nad istotą bytu. Pierwsi filozofowie – presokratycy – koncentrowali się na próbach rozwiązania tzw. zagadnienia arche, szukając odpowiedzi na pytanie, co stanowi prazasadę i praprzyczynę rzeczywistości. Powstało wiele sprzecznych i wykluczających się odpowiedzi, co sprawiło, że zagadnienie arche straciło zainteresowanie na rzecz kwestii, które dziś określilibyśmy mianem humanistycznych. Zarówno sofiści jak i Sokrates koncentrowali swoje rozważania na etyce i innych kwestiach niezwiązanych bezpośrednio z teorią bytu. Dopiero dwaj najwięksi filozofowie starożytności – Platon i Arystoteles sprawili, że zagadnienia ontologiczne znalazły się w centrum rozważań filozoficznych. Platon, budując teorię idei, wprowadza do filozofii nową kategorię transcendencji, Arystoteles zaś stworzył dualizm materii i formy. Po Arystotelesie, w epoce hellenistycznej, nastąpił odwrót od kwestii przyrodniczych na rzecz etycznych. Niemniej jednak za prekursora ontologii uważa się greckiego filozofa Parmenidesa z Elei.

## Ontologia a metafizyka

### XX-wieczne rozróżnienia

#### Uczniowie Husserla
Martin Heidegger nazwą „ontologia fundamentalna” określał swoje badania dotyczące sensu bycia i bytu ludzkiego (Dasein), a metafizyką nazywał tradycję, z którą polemizował. Nicolai Hartmann rozróżnił dwa oblicza przedmiotu naszego doświadczenia: racjonalne i dające się wyjaśnić oraz irracjonalne, tajemnicze. Pierwszym zajmują się według niego nauki szczegółowe i ontologia jako nauka o bycie jako bycie, a drugim – metafizyka.
Roman Ingarden za ontologię uznał badanie możliwych związków między ideami. Ujęta od strony metodologicznej, ontologia wedle Ingardena jest nauką aprioryczną, niezależną od doświadczenia wewnętrznego i zewnętrznego. Oparta jest na oglądzie ejdetycznym (zob. fenomenologia). Jest niezależna od jakichkolwiek twierdzeń o faktach. Jest filozofią pierwszą, co znaczy, że nie zależy od żadnych nauk a sama jest dla nich podstawą. Ontologia przygotowuje grunt pod badanie metafizyczne, które tak jak ontologia bada możliwości, zajmuje się faktami.

#### Filozofia analityczna
Tadeusz Czeżowski dokonał podziału metafizyki, a właściwie jej współczesnych projektów, na:
- indukcyjną, rodzaj najogólniejszej supernauki, którą podzielił jeszcze na:
  - materialistyczną – wychodzącą od fizyki
  - idealistyczną – wychodzącą od psychologii
  - neutralną – uwzględniającą oba punkty widzenia jednocześnie
- aksjomatyczną, która traktuje logikę nie tylko jako narzędzie, lecz także jako teorię badającą najogólniejsze własności przedmiotów
- intuicyjną, która posługuje się różną od nauk szczegółowych metodą: intuicją (James, Bergson, Edmund Husserl).

Peter F. Strawson ze względu na stosunek do schematów pojęciowych, którymi posługujemy się odnosząc się do świata, wyróżnił metafizykę rewidującą i opisową. Metafizyka rewidująca chce tworzyć nowe i udoskonalać stare schematy pojęciowe uzurpując sobie prawo do stworzenia ostatecznych konstrukcji. Metafizyka opisowa natomiast uznaje prowizoryczność wszelkich ludzkich rozwiązań i stara się opisywać schematy pojęciowe z należnym im szacunkiem.

## Podstawowe problemy ontologii

### Spór o istnienie desygnatów pojęć ogólnych
Jednym z kluczowych problemów ontologii jest dyskusja na temat istnienia desygnatów pojęć ogólnych mająca źródło w filozofii starożytnej (Platon, Arystoteles) i wyrastająca ze średniowiecznego sporu o uniwersalia.
Świat składa się z bytów o różnej naturze. W języku mamy słowa na określenie:
- konkretnych przedmiotów, (por. konkret, indywiduum, przedmiot),
- przedmiotów abstrakcyjnych, (por. abstrakt, powszechnik, przedmiot ogólny),
- własności i cechy.

Ontologia interesuje się szukaniem kryteriów wyróżniania poszczególnych rodzajów bytu/przedmiotów i rozważa sposoby ich istnienia.
Podstawowymi stanowiskami w tej kwestii są:
- realizm skrajny, przypisujący istnienie desygnatom pojęć ogólnych na równi z przedmiotami konkretnymi;
- realizm umiarkowany, według którego w konkretnych przedmiotach istnieje coś, co daje ontyczną podstawę dla pojęć ogólnych;
- konceptualizm mówiący, że desygnaty pojęć ogólnych istnieją w umyśle;
- nominalizm mówiący, że istnieją tylko konkretne przedmioty.

### Problem zmiany i identyczności
Przedmioty mają określone własności. Zasada identyczności Leibniza mówi, że jeśli przedmiot x jest identyczny z przedmiotem y, to każda własność iksa jest też własnością igreka. Jednak przedmioty i ich cechy mogą zmieniać się w czasie. Ontologię interesuje, co decyduje o tym, że przedmiot pozostaje tym samym, mimo jego zmian w czasie (poszukiwanie własności istotnych, por. istota). Natura czasu i przestrzeni to także problemy ontologii.

### Możliwość i konieczność
Ontologia zajmuje się również analizą modalności. Docieka, czy to, co istnieje, pojawiło się z konieczności. Z tym wiąże się też kluczowy w ontologii problem determinizmu/indeterminizmu.
Obecnie całościowe systemy ontologiczne już praktycznie nie powstają, gdyż z jednej strony większość filozofów zgodziła się z argumentami, że takiego systemu nie da się zbudować na skutek trudności wykrytych przez teorię poznania, a z drugiej złożoność i obfitość danych dostarczanych przez nauki przyrodnicze uniemożliwia ich pojęcie w całości. Do najbardziej znanych krytyków możliwości zbudowania spójnego i przekonującego systemu metafizycznego należą: David Hume, Immanuel Kant, Fryderyk Nietzsche, pozytywiści logiczni z Rudolfem Carnapem na czele (por. krytyka metafizyki).

## Termin „ontologia” w informatyce i podejściu systemowym
Termin „ontologia” cieszy się coraz to większą popularnością w informatyce (np. w budowie sieci semantycznych) oraz badaniach nad sztuczną inteligencją gdzie oznacza „to co jest” i może służyć jako platforma terminologiczna do formalnej budowy informacji, preferencji i wiedzy (tzw. Model IPK).
„Ontologia” w kontekście informatycznym pojawiła się już w roku 1967 w badaniach dotyczących modelowania danych, ale dopiero w dobie zalewu informacją dostępną w Internecie i koniecznością jej przetwarzania zyskuje szersze zainteresowanie.
Według A.M. Gadomskiego (Meta-teoria TOGA), ontologia w uogólnionym sensie systemowym to zestaw terminów opisujących „to co jest” lub „może być” w wybranej dziedzinie percepcji i działania agenta inteligentnego lub robota dla osiągnięcia zadanego celu. Taka ontologia może dotyczyć np. fragmentu rzeczywistości czy jakiejś teorii, mniej lub bardziej dokładnie określonych w pamięci agenta.
Aby zapewnić jednoznaczność przekazu informacji/wiedzy dotyczącej określonej rzeczywistości/dziedziny, na zadanym poziomie ogólności, wykorzystuje się kategoryzację oraz hierarchizację. W niniejszym kontekście, pojęcia te można zdefiniować następująco:
- kategoryzacja – przyporządkowanie symbolu/terminu występującego w wiedzy deskryptywnej agenta do określonej grupy obiektów występujących w zadanej dziedzinie jego zainteresowania/aktywności, np. termin: kot –> klasa: koty, pojęcie kot.
- hierarchizacja – umiejscowienie określonej klasy w hierarchicznej strukturze klas opisujących daną dziedzinę. Każda klasa w hierarchicznej strukturze posiada także cechy dziedziczone z klas nadrzędnych.

Podsumowując, w ujęciach systemowym, kognitywnym i informatycznym (proponowanym przez Gadomskiego) pojęcie „ontologia” jest pojęciem relatywnym. W takim kontekście, dana ontologia zależy od dziedziny działania agenta inteligentnego i jego celu.
Aby wyraźniej podkreślić trudności zdefiniowania tzw. top-ontologii (ontologii uniwersalnej/ogólnej, czy ontologii świata), należy przedstawić kilka obecnie dyskutowanych lecz nie całkiem kongruentnych postulatów różnych autorów a dotyczących jej funkcjonalnych cech, np.:
- nie stanowi listy, katalogu czy taksonomii obiektów, stwarza natomiast formalne przesłanki, wedle których takowe mogą być budowane,
- jest oderwana od teorii poznania (epistemologii), powiązana jest z obiektem, a nie jego subiektywnym odbiorem,
- musi uchwycić rzeczywistość na różnych poziomach atomizacji, jak również relacje pomiędzy tymi warstwami,
- uznanie braku możliwości stworzenia jednej ogólnej ontologii, istnienie wielu ontologii,
- w przeciwieństwie do nauki relacje między obiektami nie są ujęte funkcyjnie (zależności nie są ilościowe),
- nauka rozpoczyna proces od mierzenia i predykcji, ontologia zaś od budowania taksonomii.

## Termin „ontologia” w buddyzmie
Termin ontologia występuje w buddyjskiej epistemologii (język angielski: valid cognition; transliteracja Wyliego: tsad ma sde bdun). Obecny jest np. w dziełach doktryn jogaczary i madhjamaki, których autorami byli Dignaga (język tybetański: ཕྱོགས་ཀྱི་གླང་པོ་, Wylie: phyogs kyi glang po; ok. 480-540) i Dharmakirti (transliteracja Wyliego: chos grags; VII w) z Indii.
Kluczową tematyką ontologii buddyjskiej jest możliwość wszystkich „czujących istot” realizacji doskonałego oświecenia.
Stan oświecenia Buddy w mahajanie to trzy ciała Buddy. Jogaczara wyodrębnia (1) aspekt wyobrażony – odnoszący się do stanów konceptualnych przypisywanych na dualistyczne postrzeganie subiekt-obiekt, (2) aspekt zależny – odnoszący się do dualistycznych stanów subiekt-obiekt, (3) aspekt doskonale obecny – odnoszący do natury buddy poza wszelkimi stanami dualistycznymi i konceptualnymi. Aspekty wyobrażony i zależny odnoszą się do poziomu konwencjonalnego. Aspekt doskonale obecny odnosi się do poziomu ostatecznego.
Trzy aspekty nie są trzema oddzielnymi ontologicznymi „bytami”. Nie jest tak, że wyjmując aspekt wyobrażony (1) od aspektu zależnego (2) osiągamy aspekt doskonale obecny (3), tak jak zarzuca się doktrynie czittamatra.
Jogaczara naucza jedynie o aspekcie zależnym jako dynamicznym procesie porzucania iluzji. Ma to status soteriologiczny: Aspekt zależny (2) odpowiedzialny jest za kontynuację doświadczania, które z nieoczyszczonego od aspektu wyobrażonego dociera do aspektu doskonale obecnego poza wszelką iluzją. Od początku tego procesu coraz bardziej jest się obecnym swojej prawdziwej natury, natury Buddy.

Siunjata (brak tożsamości „ja” i zjawisk) jest po prostu innym określeniem podejścia do procesu leczenia naszych subiektywnych odniesień do wyobrażonych tożsamości. Tak długo jak jest błędne widzenie obiektów, również jest i subiektywny proces. Poprzez zrealizowanie, że obiekty są wyobrażone, subiektywny proces naturalnie ustaje. Z drugiej strony, jeśli obiekty miały by naprawdę istnieć, niemożliwym by było ich usunięcie.